# Najstarsze przymierze 83-88
Najstarsze przymierze 83-88 – pierwszy album zespołu Gedeon Jerubbaal zawierający archiwalne nagrania z lat 1983–1988, wydany w 1998 przez MAMI.

## Lista utworów
1. Cichy brzeg
2. Do JHWH
3. Jedna miłość, jedna nienawiść
4. Love and hatred dub
5. Najprostszy rytm
6. Nie jestem sam
7. Pieśń winy
8. Redemption song
9. Rewolucja
10. Sumienie wojownika
11. Trójkolorowe słońce
12. Upalny dzień